# Pedro V av Kongo (död 1891)
Pedro V av Kongo, död 1891, var kung av Kongo mellan 1859 och 1891.